# 最終試験くじら〜Departures〜
最終試験くじら〜Departures〜（さいしゅうしけんくじら デパーチャーズ）はCIRCUSより発売されたアダルトゲーム『最終試験くじら』のファンディスクである。『最終試験くじら』の発売した2004年12月23日の丁度1年後に発売された。

## コンテンツ

### パズルゲーム＆ADV「くじぱずにゃ！！」
最終試験くじらのキャラが猫耳化してスラップスティックなストーリーを繰り広げるアドベンチャーゲームと主人公の行く手を阻む女の子とのパズルゲームでの対戦からなる。猫耳が支配する安武市を救うため主人公久遠寺睦はヒロインたちと戦うという設定は4月1日のジョークとして公式ページで公開されたものである。なお勝利後はお約束通りエッチなイベントを見られる。
パズルゲームは落ち物パズルにタイピングゲームが混ざった新感覚なものであり、落ちてくる2文字のブロックで単語を作る。

### ショートストーリー「くじのべる」
本作オリジナルの外伝ショートストーリー
さっちゃんの「お帰りなさい。あ・な・た♪今日は何にする？」
ヒロイン名雲紗絵と主人公のエッチな後日談。シチュエーションを公式ページで募集したユーザー参加型のシナリオ。
ゆんゆんのドキドキ☆ラブラブ大作戦
もっとも人気あるサブヒロイン・咲倉ゆんのストーリー
冬きたりなば……
雪の降る安武市での主人公の不思議な体験

### 最終試験くじら〜progressive〜
2004年夏のコミックマーケット66にて頒布された本編の先行版。ゲーム本編より過去の物語を描いたアドベンチャーゲーム。通販とコミケでの販売ではB5変型ブックレットと横開きカラー24p ハードカバーが同梱されていた。

#### ストーリー
1週間後に引越しを控えた主人公久遠寺睦はこの街に別れを告げるため丘の上の公園に来ていた。そこで幼い頃遊んだことのある少女と再会する。不思議な雰囲気を漂わせ、主人公がここに来るようずっとお願いしていたと言う白いワンピースを着た金の瞳で黒髪の少女。彼女と出会った睦はこれからどうなるのか？

#### 登場人物
- 名雲 紗絵（なぐも さえ）

声：かがみありす／あおきさやか（OVA）
かつて隣に住んでいた幼なじみ。ある出来事により別れ告げられぬまま離ればなれになった。睦と二人で丘の上の公園で昔を取り戻すように遊ぶが、彼女は悲しい秘密を抱えていた。
- 里崎 美枝子（さとざき みえこ）

声：海原エレナ／氷青（OVA）
紗絵を担当する榛名大学付属病院に勤務のケバい看護婦。紗絵の一番の理解者。パチンコとタバコを好む24歳の姉後肌。看護婦とは思えない様な容姿だがエロ親父な入院患者達には大人気を博する。

### 最終試験くじら〜conservative〜
最終試験くじら〜progressive〜のダイジェスト版にオリジナルコンテンツの追加をしたネット公開版。

### ムービー「しろたま えかき唄」
本編のマスコットキャラしろたまの絵描き歌入りの和み系ムービー。

### 最終試験くじにゃ!Web（オリジナルVer）
2005年のエイプリルフール限定で公開されたページ。

## 最高品質しろたまクッション
初回限定版パッケージに真空パックにより圧縮状態で含まれている。
低反発ポリウレタン製で非圧縮時は高さ250mm・幅200mm・長さ400mm。
初回限定版のパッケージは非常に大きく、その内容物はソフトとクッション、大部分の残りはスペースである。

## スタッフ
- 原画：かゆらゆか、かどつかさ、秋蕎麦
- シナリオ：鷹取兵馬、釧路洋、愛羽

## 主題歌
- 『dreamscape』（「くじのべる」オープニングテーマ）
  - 作詞：Ceui／作曲・編曲：小高光太郎／歌：kira
- 『しろたまえかきうた』（「しろたま えかき唄」テーマ曲）
  - 作詞：tororo／作曲・編曲：電気／歌：ありさ